# Charlie Chaplin Cavalcade
Charlie Chaplin Cavalcade (ang. Charlie Chaplin Cavalcade) – amerykański film komediowy z 1938 roku z udziałem słynnego komika Charliego Chaplina.